# Action Directe (klättring)

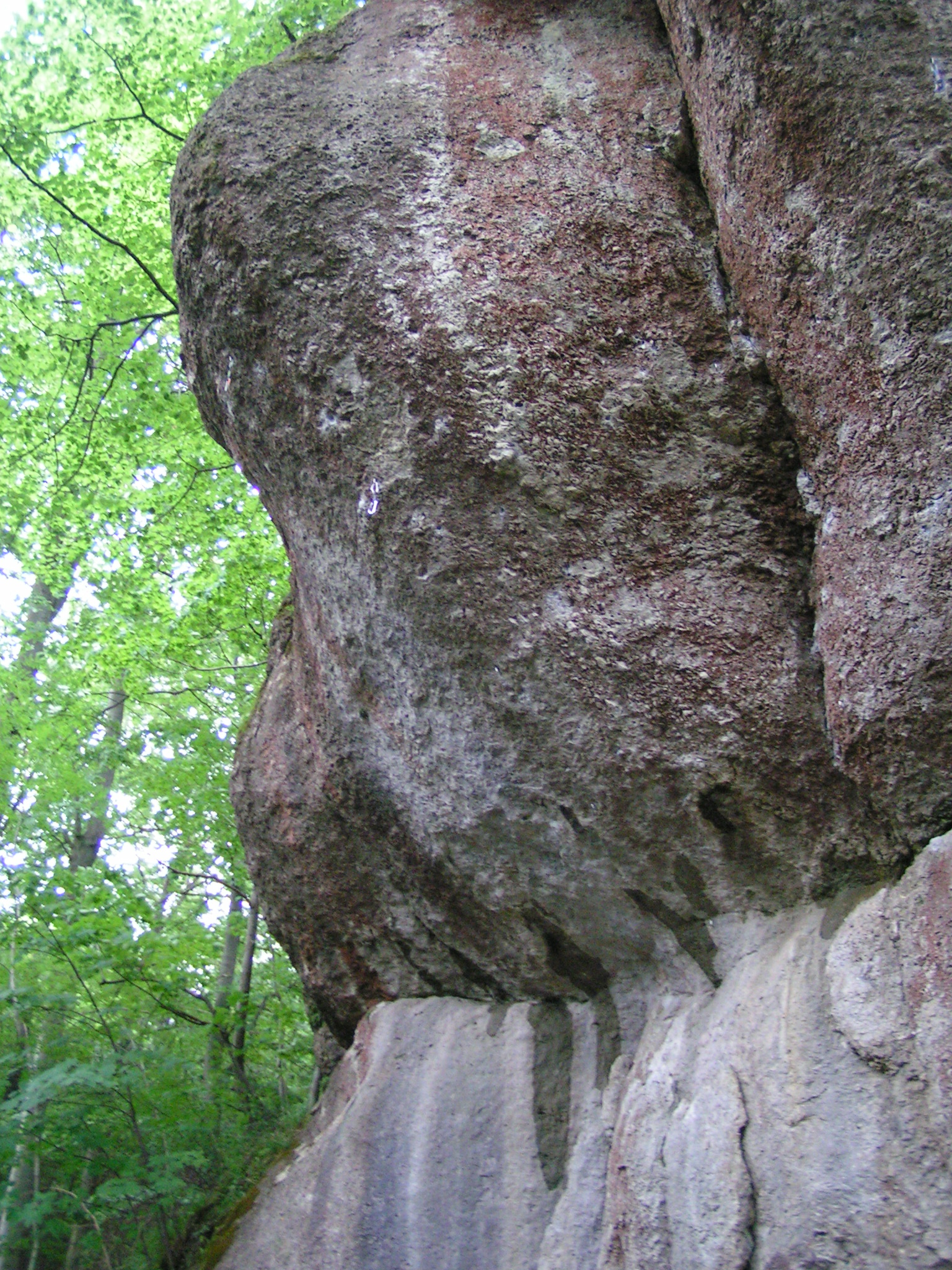

Action Directe är en extremt svår sportklätterled i tyska Frankenjura. Den sattes upp och klättrades av Wolfgang Güllich 1991 och betraktas som en slags standard för franska ledgraden 9a (XI UIAA).
Action Directe betraktades under cirka ett decennium som världens svåraste led (trots andra svårare leder sattes upp och klättrades – de ansågs dock av många som inte helt rumsrena). Leden kräver långa hopp på brant klippa mellan pockets som rymmer endast yttersta leden på ett enda finger, så kallade monos. Under de cirka femton år som förflutit, har leden endast bestigits ett tiotal gånger trots att många av världens bästa klättrare försökt. Oerhörd fingerstyrka och explosivitet är några av de egenskaper som krävs för att lyckas på Action Directe.
En lyckad bestigning har för flertalet klättrare föregåtts av lång övning av klättermoves och väldigt specialiserad träning under relativt lång tid, vanligtvis minst ett halvår. Undantaget är David Graham, som lyckades klättra Action Directe efter bara en veckas försök.
Bestigningar:
- Wolfgang Güllich (1991)
- Alexander Adler (1995)
- Iker Pou (2000)
- David Graham (2001)
- Christian Bindhammer (2003)
- Richard Simpson (2005)
- Dai Koyamada (2005)
- Markus Bock (2005)
- Kilian Fischhuber (2006)
- Adam Ondra (2008)
- Patxi Usobiaga Lakunza (2008)
- Gabriele Moroni (2010)
- Jan Hojer (2010)
- Adam Pustelnik (2010)
- Felix Knaub (2011)
- Rustam Gelmanov (2012)
- Alexander Megos (2014)
- Felix Neumärker (2015)
- Julius Westphal (2015)
- Stefano Carnati (2016)
- David Firnenburg (2016)
- Stephan Vogt (2017)
- Simon Lorenzi (2017)